# Tensione di saturazione

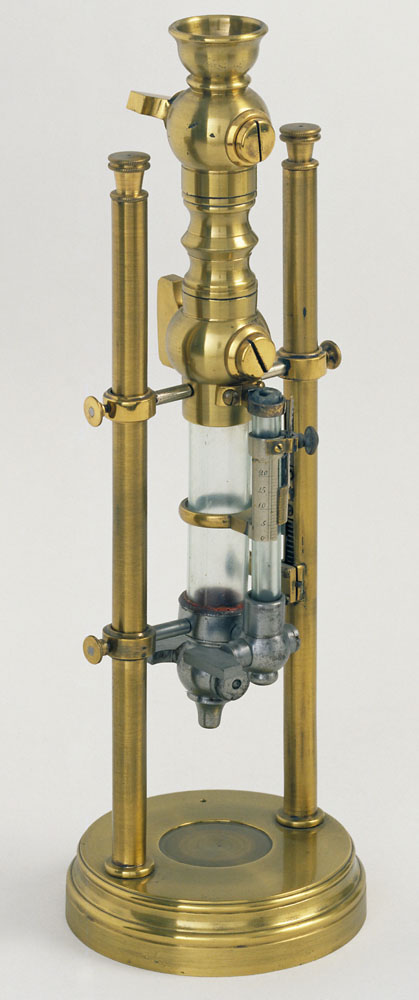
Igrometro a tensione di Giovanni Alessandro Maiocchi (Museo Galileo, Firenze).

La tensione di saturazione (o pressione di saturazione) è la pressione alla quale si ha un cambiamento di fase (liquido <--> vapore) di una sostanza, ad una determinata temperatura (nel caso dell'acqua, a 100 °C la pressione di saturazione è pari a 1 atm; a 25 °C 0,0313 atm). 
I parametri da considerare per studiare tale fenomeno sono la temperatura di saturazione e la pressione di saturazione della sostanza considerata.
P, sat = f (T, sat), cioè la pressione di saturazione è una funzione le cui variabili coincidono con i valori della temperatura.